# Їржі Гудлер
Їржі Гудлер ([ˈjɪriː ˈhʊdlər]; чеськ. Jiří Hudler, нар. 4 січня 1984, Оломоуць) — чеський хокеїст, що грав на позиції крайнього нападника. Грав за збірну команду Чехії.
Володар Кубка Стенлі. Провів понад 700 матчів у Національній хокейній лізі.

## Ігрова кар'єра
Хокейну кар'єру розпочав 1999 року виступами за молодіжну команду клубу «Словнафт», а згодом дебютував і в основній команді.
2002 року був обраний на драфті НХЛ під 58-м загальним номером командою «Детройт Ред-Вінгс». Їржі в цей період продовжив захищати кольори чеських команд «Гавіржов», «Всетін», «Білі Тигржи» та «Оломоуць». Кінець сезону 2002–03 Гудлер провів у російському клубі «Ак Барс».
У сезоні 2003–04 чех дебютував у складі «Детройт Ред-Вінгс» але більшість часу провів у фарм-клубі «Гранд-Репідс Гріффінс». Під час локауту в сезоні 2004–05 захищав кольори чеської команди «Всетін», кінцівку провівши у «Гранд-Репідс Гріффінс», як і наступний сезон.
Сезон 2006–07 став першим в якому гравець відіграв за «червоні крила» 76 матчів. Влітку 2007 передсезонні тренування він провів разом з колегами по НХЛ Крісом Челіосом, Метью Шнайдером та Робом Блейком у Південній Каліфорнії, де він здобув більший досвід. У другому сезоні Їржі покращив свої показники набравши 42 очка та додавши в плей-оф ще 14 очок та здобули Кубок Стенлі. У сезоні 2008–09 «Ред-Вінгс» у фіналі поступився «Піттсбург Пінгвінс».
Через арбітраж у сезоні 2009–10 Гудлер, як обмежено вільний агент, незабаром уклав контракт з клубом КХЛ «Динамо» (Москва). Цю угоду згодом розглядав ІІХФ та 9 вересня 2009 ухвалив цю угоду. Крім того, ІІХФ встановив, що американці не подали апеляцію у встановленні терміни.
У квітні 2010 Гудлер повернувся до «Детройт Ред-Вінгс», де провів два сезони.
Сезон 2012–13 Їржі провів у двох чеських командах «Лев» (Прага) та «Оцеларжи».
2 липня 2012 чех уклав чотирирічну угоду з «Калгарі Флеймс». За підсумками сезону 2014–15 Їржі отримав Трофей леді Бінг.
27 лютого 2016 Гудлера обміняли до клубу «Флорида Пантерс».
23 серпня 2016, як вільний агент уклав однорічний контракт з клубом «Даллас Старс».
Загалом провів 791 матч у НХЛ, включаючи 83 гри плей-оф Кубка Стенлі.
Був гравцем молодіжної збірної Чехії, у складі якої брав участь у 39 іграх. Виступав за національну збірну Чехії, на головних турнірах світового хокею провів 27 ігор в її складі.

## Нагороди та досягнення
- Володар Кубка Стенлі у складі «Детройт Ред-Вінгс» — 2008.
- Учасник матчу всіх зірок КХЛ — 2010.
- Трофей леді Бінг — 2015.

## Статистика

### Клубні виступи
| Сезон        | Клуб                     | Ліга         | Регулярний сезон | Регулярний сезон | Регулярний сезон | Регулярний сезон | Регулярний сезон | Плей-оф | Плей-оф | Плей-оф | Плей-оф | Плей-оф |
| Сезон        | Клуб                     | Ліга         | І                | Г                | П                | О                | ШХ               | І       | Г       | П       | О       | ШХ      |
| ------------ | ------------------------ | ------------ | ---------------- | ---------------- | ---------------- | ---------------- | ---------------- | ------- | ------- | ------- | ------- | ------- |
| 1999–2000    | «Словнафт»               | ЧЕ U20       | 47               | 25               | 28               | 53               | 73               | 6       | 4       | 3       | 7       | 2       |
| 1999–2000    | «Словнафт»               | ЧЕ           | 2                | 0                | 1                | 1                | 0                | —       | —       | —       | —       | —       |
| 2000–01      | «Словнафт»               | ЧЕ U20       | 16               | 8                | 14               | 22               | 16               | —       | —       | —       | —       | —       |
| 2000–01      | «Словнафт»               | ЧЕ           | 22               | 1                | 4                | 5                | 10               | —       | —       | —       | —       | —       |
| 2000–01      | «Гавіржов»               | ЧЕ           | 15               | 5                | 1                | 6                | 12               | —       | —       | —       | —       | —       |
| 2001–02      | «Всетін»                 | ЧЕ           | 46               | 15               | 31               | 46               | 54               | —       | —       | —       | —       | —       |
| 2001–02      | «Білі Тигржи» (Ліберець) | ЧЕХ. 2       | 1                | 1                | 2                | 3                | 0                | 12      | 8       | 5       | 13      | 10      |
| 2001–02      | «Оломоуць»               | ЧЕХ. 3       | 1                | 0                | 2                | 2                | 4                | —       | —       | —       | —       | —       |
| 2002–03      | «Всетін»                 | ЧЕ           | 30               | 19               | 27               | 46               | 23               | —       | —       | —       | —       | —       |
| 2002–03      | «Ак Барс»                | Росія        | 11               | 1                | 5                | 6                | 12               | 1       | 0       | 0       | 0       | 0       |
| 2003–04      | «Детройт Ред-Вінгс»      | НХЛ          | 12               | 1                | 2                | 3                | 10               | —       | —       | —       | —       | —       |
| 2003–04      | «Гранд-Репідс Гріффінс»  | АХЛ          | 57               | 17               | 32               | 49               | 46               | 4       | 1       | 5       | 6       | 2       |
| 2004–05      | «Всетін»                 | ЧЕ           | 7                | 5                | 2                | 7                | 10               | —       | —       | —       | —       | —       |
| 2004–05      | «Гранд-Репідс Гріффінс»  | АХЛ          | 52               | 12               | 22               | 34               | 10               | —       | —       | —       | —       | —       |
| 2005–06      | «Гранд-Репідс Гріффінс»  | АХЛ          | 76               | 36               | 60               | 96               | 56               | 16      | 6       | 16      | 22      | 20      |
| 2005–06      | «Детройт Ред-Вінгс»      | НХЛ          | 4                | 0                | 0                | 0                | 2                | —       | —       | —       | —       | —       |
| 2006–07      | «Детройт Ред-Вінгс»      | НХЛ          | 76               | 15               | 10               | 25               | 36               | 6       | 0       | 2       | 2       | 4       |
| 2007–08      | «Детройт Ред-Вінгс»      | НХЛ          | 81               | 13               | 29               | 42               | 26               | 22      | 5       | 9       | 14      | 14      |
| 2008–09      | «Детройт Ред-Вінгс»      | НХЛ          | 82               | 23               | 34               | 57               | 16               | 23      | 4       | 8       | 12      | 6       |
| 2009–10      | «Динамо» (Москва)        | КХЛ          | 54               | 19               | 35               | 54               | 18               | 4       | 0       | 1       | 1       | 4       |
| 2010–11      | «Детройт Ред-Вінгс»      | НХЛ          | 73               | 10               | 27               | 37               | 28               | 4       | 1       | 2       | 3       | 0       |
| 2011–12      | «Детройт Ред-Вінгс»      | НХЛ          | 81               | 25               | 25               | 50               | 42               | 5       | 2       | 0       | 2       | 4       |
| 2012–13      | «Лев» (Прага)            | КХЛ          | 4                | 0                | 1                | 1                | 2                | —       | —       | —       | —       | —       |
| 2012–13      | «Оцеларжи»               | ЧЕ           | 4                | 3                | 2                | 5                | 4                | —       | —       | —       | —       | —       |
| 2012–13      | «Калгарі Флеймс»         | НХЛ          | 42               | 10               | 17               | 27               | 22               | —       | —       | —       | —       | —       |
| 2013–14      | «Калгарі Флеймс»         | НХЛ          | 75               | 17               | 37               | 54               | 16               | —       | —       | —       | —       | —       |
| 2014–15      | «Калгарі Флеймс»         | НХЛ          | 78               | 31               | 45               | 76               | 14               | 11      | 4       | 4       | 8       | 2       |
| 2015–16      | «Калгарі Флеймс»         | НХЛ          | 53               | 10               | 25               | 35               | 17               | —       | —       | —       | —       | —       |
| 2015–16      | «Флорида Пантерс»        | НХЛ          | 19               | 6                | 5                | 11               | 10               | 6       | 0       | 1       | 1       | 4       |
| 2016–17      | «Даллас Старс»           | НХЛ          | 32               | 3                | 8                | 11               | 4                | —       | —       | —       | —       | —       |
| Усього в ЧЕ  | Усього в ЧЕ              | Усього в ЧЕ  | 126              | 48               | 68               | 116              | 116              | —       | —       | —       | —       | —       |
| Усього в НХЛ | Усього в НХЛ             | Усього в НХЛ | 708              | 164              | 264              | 428              | 243              | 83      | 16      | 26      | 42      | 40      |
| Усього в КХЛ | Усього в КХЛ             | Усього в КХЛ | 69               | 20               | 41               | 61               | 68               | 5       | 0       | 1       | 1       | 4       |

### Збірна
| Рік                | Команда            | Турнір             | Місце              | І  | Г  | П  | О  | ШХ |
| ------------------ | ------------------ | ------------------ | ------------------ | -- | -- | -- | -- | -- |
| 2000               | Чехія              | U17                | 5-е                | 5  | 2  | 4  | 6  | 0  |
| 2000               | Чехія              | ЮЧС18              | 6-е                | 6  | 0  | 2  | 2  | 8  |
| 2002               | Чехія              | ЮЧС18              | 3                  | 8  | 7  | 7  | 14 | 8  |
| 2002               | Чехія              | МЧС                | 7-е                | 7  | 1  | 2  | 3  | 0  |
| 2003               | Чехія              | МЧС                | 6-е                | 6  | 3  | 4  | 7  | 2  |
| 2003               | Чехія              | ЧС                 | 4-е                | 9  | 2  | 4  | 6  | 2  |
| 2004               | Чехія              | МЧС                | 4-е                | 7  | 2  | 3  | 5  | 6  |
| 2013               | Чехія              | ЧС                 | 7-е                | 8  | 4  | 1  | 5  | 6  |
| 2014               | Чехія              | ЧС                 | 4-е                | 10 | 1  | 3  | 4  | 8  |
| Молодіжна збірна   | Молодіжна збірна   | Молодіжна збірна   | Молодіжна збірна   | 39 | 15 | 22 | 37 | 24 |
| Національна збірна | Національна збірна | Національна збірна | Національна збірна | 27 | 7  | 8  | 15 | 16 |